# Jillian Camarena
Pour les articles homonymes, voir Camarena (homonymie).
Jillian Camarena-Williams (née le 2 mars 1982 à Woodland) est une athlète américaine spécialiste du lancer du poids. Elle est entrainée par Craig Carter et son club est le New York Athletic Club.

## Biographie
Le 27 février 2011, lors des Championnats des États-Unis d'athlétisme en salle à Albuquerque, elle signe la MPMA en finale du concours du lancer du poids avec 19,87 mètres à son 3e lancer, loin devant ses concurrentes. Par la même occasion, elle améliore son propre record personnel ainsi que le précédent record en salle des États-Unis de Ramona Pagel et ses 19,83 m datant du 20 février 1987 à Inglewood. Le 29 août, en finale des championnats du monde, elle obtient sa première médaille mondiale derrière Valerie Adams et Nadzeya Astapchuk avec 20,02 m. En février 2012, à Fayetteville, elle porte le record des États-Unis en salle à 19,89 m.
En 2013, elle est testée positive au Clomiphene et est suspendue 6 mois. La période de suspension prend fin le 1er janvier 2014.
Le 19 mars 2016, Camarena se classe 5e des championnats du monde en salle de Portland avec un jet à 18,17 m.

## Palmarès
| Date | Compétition                    | Lieu     | Résultat | Marque  |
| ---- | ------------------------------ | -------- | -------- | ------- |
| 2006 | Championnats du monde en salle | Moscou   | 6e       | 17,60 m |
| 2008 | Jeux olympiques                | Pékin    | 10e      | 18,24 m |
| 2010 | Championnats du monde en salle | Doha     | 4e       | 19,34 m |
| 2010 | Coupe continentale             | Split    | 4e       | 18,49 m |
| 2010 | DécaNation                     | Annecy   | 1re      | 18,11 m |
| 2011 | Championnats du monde          | Daegu    | 2e       | 20,02 m |
| 2011 | DécaNation                     | Nice     | 1re      | 18,38 m |
| 2012 | Championnats du monde en salle | Istanbul | 3e       | 19,44 m |
| 2015 | Jeux panaméricains             | Toronto  | 2e       | 18,65 m |
| 2015 | Championnats NACAC             | San José | 1re      | 18,62 m |
| 2016 | Championnats du monde en salle | Portland | 5e       | 18,17 m |

- Championnats des États-Unis en plein air : vainqueur en 2006, 2010 et 2012.
- Championnats des États-Unis en salle : vainqueur en 2005, 2006, 2007, 2008, 2009, 2010 et 2011.

## Records
| Épreuve                 | Performance | Lieu         | Date            |
| ----------------------- | ----------- | ------------ | --------------- |
| Lancer du poids         | 20,18 m     | Paris        | 8 juillet 2011  |
| Lancer du poids (salle) | 19,89 m     | Fayetteville | 11 février 2012 |